# Hinderking (Burg)

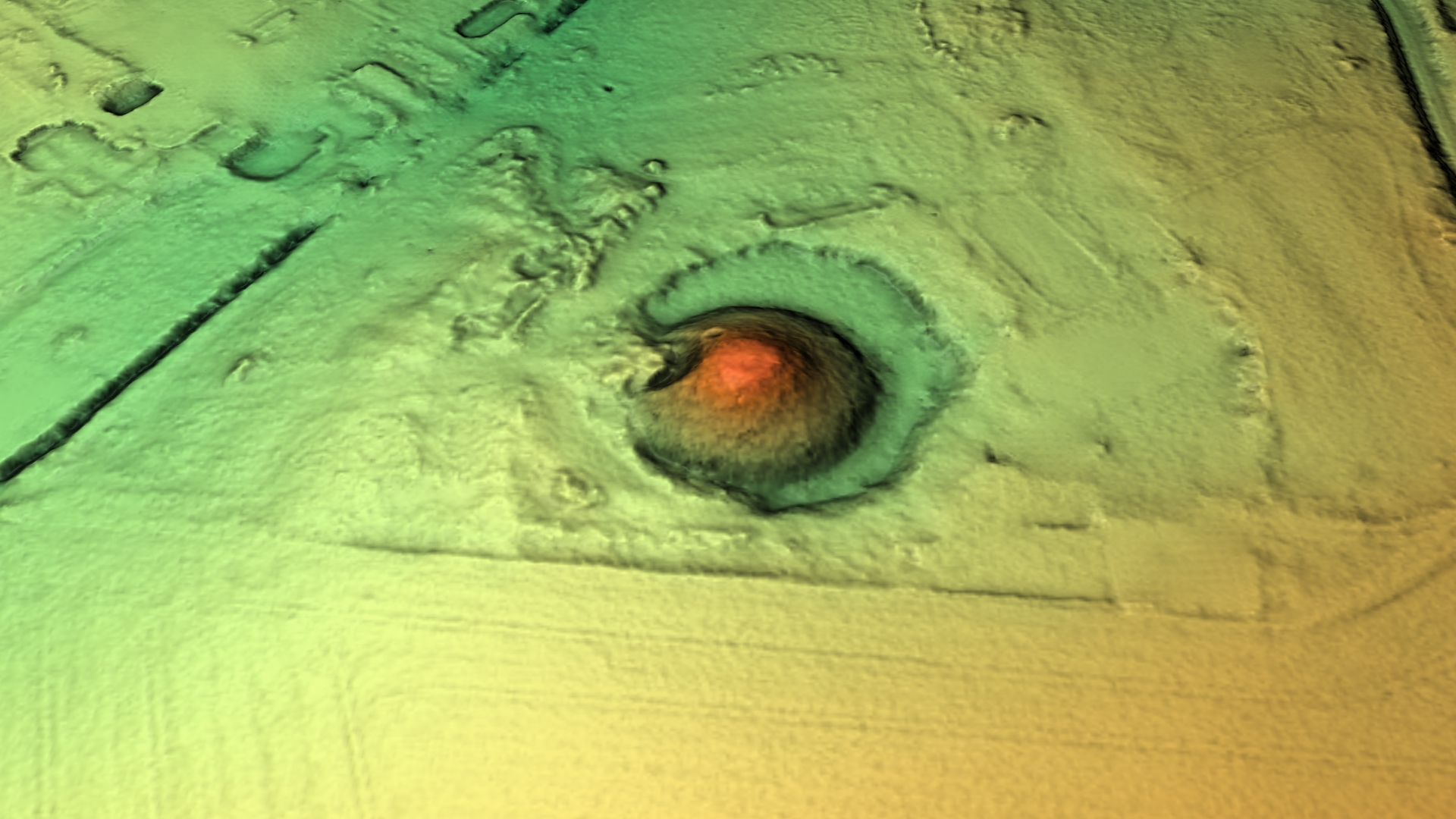
3D-Ansicht des digitalen Geländemodells

Die Hinderking ist eine abgegangene und durch archäologische Grabungen in das elfte Jahrhundert datierte Turmhügelburg (Motte) im nördlichen Vorland der Stadt Soest in Nordrhein-Westfalen. Sie war zugleich Mittelpunkt der  Herrlichkeit Hinderking.

## Geschichte
Der zur Burg gehörige Herrschaftsbezirk (auch  „Bifang Hinderking“, … Henrikinch) war eine so genannte Herrlichkeit in Westfalen. Dieser 506 Morgen (ca. sechs Quadratkilometer) große Bezirk hatte eine gesonderte Gerichtsbarkeit inne. Die Herkunft des Namens „Hinderking“ ist vergleichsweise unstrittig und bedeutet so viel wie zu Henrik (= Heinrich) gehörend.
Möglicherweise handelt es sich beim Gebiet Hinderking um das ursprüngliche Herkunftsgebiet derer von Volmarstein/Volmerstein; denn bevor die Volmersteiner mit ihrem namensgebenden Stammsitz belehnt wurden, waren sie bereits im Besitz kölnischer Lehensgüter nördlich von Soest. Auch ist der Name „Heinrich“ ein häufiger Name der Volmersteiner. Obwohl die Möglichkeit gut begründet ist, ist es bisher jedoch nicht zu beweisen, dass die Herrlichkeit Hinderking ein Lehen der Edelherren von Volmerstein war. Zur Herrlichkeit gehörten folgende Gebiete:
- die Burg Hinderking
- den Ort Katrop ohne Hof Schmerbrock[1]
- den Ort Rithus (heute eine Wüstung)[5]
- die Bauerschaft Lühringsen
- die Bauerschaft Wehringsen (heute zu Thöningsen gehörig)

Das Hochgericht dieses Gebietes befand sich in Katrop.
Im Laufe der Jahrhunderte wurden Teile des Beifangs verkauft (so bereits 1227 der Einzelhof Ruphoff an das Soester Stift St. Walburgis) und an Soester Patrizierfamilien verlehnt, so dass der Beifang Hinderking bis zum Ende des Mittelalters de facto in der Soester Börde, genauer: der Niederbörde, aufging.

## Baulichkeiten
Die Turmhügelburg bestand neben dem auf einem künstlichen Hügel errichteten Wehrturm und einem Wassergraben aus einigen Wohn- und Wirtschaftsgebäuden. In dieser Vorburg des Hinderking befand sich auch eine Kapelle.
Der Abbruch der Kapelle erfolgte in der Reformationszeit, sie wurde noch vor 1543 niedergelegt, was zu einem langwierigen Rechtsstreit zwischen den Herren von der Recke als Nachfolgern der Edelherren von Volmerstein und dem Soester Magistrat führte.

## Gegenwärtige Situation
Das ehemalige Herrschaftsgebiet teilten sich bis zur kommunalen Neuordnung 1969 die Gemeinden Soest, Katrop und Thöningsen. Seit dem 1. Juli 1969 gehört das Gebiet des gesamten Beifangs zur Stadt Soest. Heute findet sich von der Turmburg nur noch ein auf Privatbesitz gelegener Hügel am westlichen Ende des Weges „Am Hinderking“, welcher bereits 1881 Ziel erster archäologischer Ausgrabungen war.